# Liam Tuohy
Liam Tuohy (Dublin, 27 de abril de 1933 – 13 de agosto de 2016) foi um futebolista e treinador irlandês. Durante os anos 1950 e 1960. Tuohy jogado como uma esquerda fora em Shamrock Rovers, Newcastle United, e a República da Irlanda. Em 1959, jogando na Irlanda, Tuohy marcou o primeiro gol na história do campeonato europeu. Depois de se aposentar como um jogador Tuohy tornou-se um treinador e conseguiu vários clubes no Campeonato Irlandês de Futebol incluindo Shamrock Rovers, Dundalk e Shelbourne
.
Ele também treinou a República da Irlanda. Em julho de 1973 ele também assumiu o comando do Shamrock Rovers XI que jogou Brasil em um prestígio amigável e durante os anos 1980, ele com sucesso treinou a República da Irlanda U-19. Em seguida, ele atuou como diretor de futebol no Home Farm antes de se aposentar em 2002. Em outubro de 2007, Tuohy, juntamente com outros membros, da equipe de Shamrock Rovers, que venceu a Copa República da Irlanda de Futebol seis vezes seguidas durante os anos 1960 foi homenageado pela FAI.